# David James Elliott
David James Elliott (* 21. září 1960 Milton, Ontario, Kanada), rodným jménem David William Smith, je kanadský herec.
Studia na Ryersonově univerzitě v Torontu dokončil v roce 1982, poté se začal věnovat herectví. Vystupoval na Stratford Shakespearean Festivalu a v roce 1986 debutoval malými rolemi ve filmu (Policejní akademie 3: Znovu ve výcviku) i v kanadské televizi (seriál Campbellovi). V letech 1988–1991 hrál v seriálu Street Legal, v roce 1991 v seriálu Fly by Night. Od počátku herecké kariéry používal jméno David Elliott, které po přestěhování se do Los Angeles v roce 1990 na požadavek SAG změnil na David James Elliott. V USA zpočátku hostoval například v seriálech Doogie Howser, M.D., Knots Landing, Show Jerryho Seinfelda či Melrose Place, v hlavní roli se představil v seriálu Nedotknutelní (1993–1994). V letech 1995–2005 působil v seriálu JAG, ve kterém ztvárnil jednu z hlavních rolí, Harmona Rabba Jr. Tuto postavu si zopakoval ve třech dílech seriálu Námořní vyšetřovací služba L. A. v roce 2019. Po skončení JAGu hrál v seriálech Zločiny ze sousedství (2006–2007), Scoundrels (2010), GCB (2012) a Na tenkém ledě (2020) a hostoval v množství dalších seriálů, jako jsou například Kriminálka New York, Impulse či Heels. Hrál například ve filmech Láska plná omylů (2001), Teror v motelu (2010), Trumbo (2015) či Lansky: Příběh mafie (2021).
Od roku 1992 je ženatý s kanadskou herečkou Nanci Chambers, kterou poznal při natáčení Street Legal a se kterou má dvě děti.